# روتر ای‌اس
روتر ای‌اس (انگلیسی: Ruter) شرکت دولتی ترابری نروژی است، که در سال ۲۰۰۸ تأسیس شد.